# Capilla del Buen Pastor (Roosevelt Island)
La Capilla del Buen Pastor es una capilla histórica ubicada en Nueva York, Nueva York. La Capilla del Buen Pastor se encuentra inscrita en el Registro Nacional de Lugares Históricos desde el 16 de marzo de 1972. Frederick Clarke Withers diseñó la Capilla del Buen Pastor.

## Ubicación
La Capilla del Buen Pastor se encuentra dentro del condado de Nueva York en las coordenadas 40°45′42″N 73°57′02″O / 40.761667, -73.950556.